# Roko Karanušić
Roko Karanušić (ur. 5 września 1982 w Zagrzebiu) – chorwacki tenisista, reprezentant w Pucharze Davisa.

## Kariera tenisowa
Jako zawodowy tenisista występował w latach 2000–2012.
W grze pojedynczej wygrał 3 turnieje rangi ATP Challenger Tour.
Najwyżej w rankingu ATP singlistów zajmował 88. miejsce (2 lutego 2009), a rankingu deblistów 308. miejsce (7 marca 2005).
W latach 2005–2009 reprezentował Chorwację w Pucharze Davisa. Rozegrał dla zespołu 8 meczów, z których wygrał 2 pojedynki singlowe.

### Zwycięstwa w turniejach ATP Challenger Tour w grze pojedynczej
| Końcowy wynik | Nr | Data | Turniej | Nawierzchnia    | Przeciwnik         | Wynik finału     |
| ------------- | -- | ---- | ------- | --------------- | ------------------ | ---------------- |
| Zwycięzca     | 1. | 2007 | Donieck | Twarda          | Dick Norman        | 6:4, 6:4         |
| Zwycięzca     | 2. | 2008 | Belgrad | Dywanowa (hala) | Philipp Petzschner | 5:7, 6:1, 7:6(5) |
| Zwycięzca     | 3. | 2008 | Kolding | Twarda (hala)   | Karol Beck         | 6:4, 6:4         |